# Tyler Mislawchuk
Tyler Mislawchuk (* 19. August 1994 in Winnipeg) ist ein kanadischer Triathlet und dreifacher Olympiastarter (2016, 2020, 2024).

## Werdegang
Tyler Mislawchuk studierte an der University of Manitoba in seinem Geburtsort Winnipeg.

Er qualifizierte sich für einen Startplatz bei den Olympischen Sommerspielen 2016, ging am 18. August in Rio de Janeiro für Kanada an den Start (zusammen mit Amelie Kretz, Sarah-Anne Brault, Kirsten Sweetland und Andrew Yorke) und belegte den 15. Rang. Im Juni 2017 wurde er nationaler Meister Sprint Triathlon.
2018 startete Mislawchuk in Australien bei den Commonwealth Games und wurde Vierter mit dem kanadischen Team in der gemischten Staffel. Im Rahmen der Weltmeisterschaftsrennserie 2018 (ITU World Championship Series 2018) belegte er als bester Kanadier den neunten Rang.
Im August 2019 konnte der 24-Jährige das Qualifikationsrennen zu den Olympischen Sommerspielen 2020 (ITU World Triathlon Olympic Qualification Event) in Japan für sich entscheiden.
Im Juli 2021 belegte er bei den Olympischen Sommerspielen als bester Kanadier in Tokio den 15. Rang.
Im Juli 2024 erreichte der 29-Jährige bei den Olympischen Sommerspielen in Paris im Rennen der Männer den neunten Rang.
Im Januar 2025 gewann er auf der Mitteldistanz den Ironman 70.3 Pucón.

## Sportliche Erfolge
| Datum/Jahr    | Rang | Wettbewerb                                      | Austragungsort       | Zeit     | Bemerkung                 |
| ------------- | ---- | ----------------------------------------------- | -------------------- | -------- | ------------------------- |
| 31. Mai 2025  | 16   | ITU World Championship Series 2025              | Alghero              | 01:47:17 |                           |
| 12. Jan. 2025 | 1    | Ironman 70.3 Pucón                              | Pucón                | 03:47:40 |                           |
| 31. Juli 2024 | 9    | Olympische Sommerspiele 2024                    | Paris                | 01:44:25 |                           |
| 13. Juli 2024 | 13   | ITU World Championship Series 2024              | Hamburg              | 00:50:53 |                           |
| 28. Okt. 2023 | 4    | ITU Triathlon World Cup                         | Miyazaki             | 01:48:03 |                           |
| 26. Juli 2021 | 15   | Olympische Sommerspiele 2020                    | Tokio                | 01:46:28 |                           |
| 13. Juni 2021 | 1    | ITU Triathlon World Cup                         | Santa María Huatulco | 00:53:09 |                           |
| 16. Aug. 2019 | 1    | ITU World Triathlon Olympic Qualification Event | Tokyo                | 01:49:51 |                           |
| 28. Juni 2019 | 3    | ITU World Championship Series 2019              | Montreal             | 00:53:53 |                           |
| 5. Apr. 2018  | 4    | Commonwealth Games 2018                         | Gold Coast           | 01:19:35 | in der gemischten Staffel |
| 18. Juni 2017 | 1    | CAN Sprint Triathlon National Championships     | Ottawa               | 00:55:16 |                           |
| 18. Aug. 2016 | 15   | Olympische Sommerspiele 2016                    | Rio de Janeiro       | 01:47:50 |                           |